# Partido Socialista Italiano de Unidad Proletaria
El Partido Socialista Italiano de Unidad Proletaria (Partito Socialista Italiano di Unità Proletaria, PSIUP) fue un partido político italiano de ideología socialista, que se formó en 1964 como consecuencia de la escisión de la corriente de izquierda del Partido Socialista Italiano, que se oponía a la apertura del PSI al centro izquierda, es decir, a apoyar o entrar en gobiernos de coalición con la Democracia Cristiana.
En las elecciones generales de 1968 obtuvo el 4,5% de los votos y 23 escaños en la Cámara de los Diputados, mientras en el Senado se presentó en coalición con el Partido Comunista Italiano. 
Tras los malos resultados de las elecciones generales de 1972 (1,9% de los votos y ningún diputado) los principales dirigentes del PSIUP entraron en el PCI, mientras la minoría reformista volvió al PSI. La minoría de izquierdas continuó en el partido con el nombre de Nuevo PSIUP, el cual, en diciembre de 1972, formó el Partido de Unidad Proletaria (PdUP), junto al Movimiento Político de los Trabajadores.

## Resultados electorales
| Cámara de Diputados |                |      |         |     |             |
| Año electoral       | Votos          | %    | Escaños | +/– | Líder       |
| 1968                | 1.414.697 (#5) | 4,45 | 23/630  |     | Lelio Basso |
| 1972                | 648.591 (#8)   | 1,94 | 0/630   | 23  | Lelio Basso |

- Datos: Q2755002
- Multimedia: Partito Socialista di Unità Proletaria / Q2755002